# Moartea în șa
Moartea în șa (titlul original: în cehă Smrt v sedle) este o comedie cehoslovacă cu elemente de western, realizat în 1959 de regizorul Jindřich Polák.

## Rezumat
Tânărul ucenic Tomáš, este un ahtiat cititor și fan de romane western. În viața reală, el muncește împreună cu câțiva camarazi de aceeași vârstă la o fermă de cai, ca antrenor și viitor jockey și este îndrăgostit până peste urechi de Vera, fiica unuia din antrenori de cai. Însă în fantezia sa, el este un „Beaver Kid” și are o viață plină de aventuri periculoase, în care printre altele o salvează pe iubită. Tomáš este transpus total în această fantezie a lui, enervând prin asta toată lumea din jur. 
Pentru a-l readuce la realitate, colegii lui înscenează un atac asupra administratorului lor, care însă se termină tragic, acesta murind cu adevărat. Vor reuși astfel să rezolve problema lui Tomáš, sau dimpotrivă?

## Distribuție
- Rudolf Jelínek – Tomáš
- Eduard Dubský – Kosina
- Radovan Lukavský – medicul veterinar Křepelka
- Jiří Sovák – antrenorul Mikota
- Jana Kasanová – Věra Mikota
- Miloš Vavruška – domnul Vaniček
- Martin Růžek – colonel Hejzlar
- Jan Přeučil – Franta
- Miloš Nesvadba – Ríša
- Josef Beyvl – Sulc